# Emenda de Quigali
A Emenda de Quigali ao Protocolo de Montreal é um acordo internacional para reduzir gradualmente o consumo e a produção de hidrofluorocarbonetos (HFCs). Trata-se de um acordo juridicamente vinculativo projetado para criar direitos e obrigações no direito internacional.
O Protocolo de Montreal foi originalmente criado para preservar e restaurar a camada de ozônio; os países participantes concordaram em eliminar gradualmente os clorofluorcarbonetos (CFCs), gases que estavam causando a destruição da camada de ozônio. Os HFCs não contêm cloro, portanto, não causam destruição da camada de ozônio e, por isso, vêm substituindo os CFCs no Protocolo. Entretanto, os HFCs são gases de efeito estufa potentes que contribuem para a mudança climática, portanto, essa emenda acrescenta os HFCs à lista de produtos químicos que os países prometem reduzir gradualmente.
Em 4 de novembro de 2024, 163 estados e a União Europeia ratificaram a Emenda de Quigali.

## Contexto

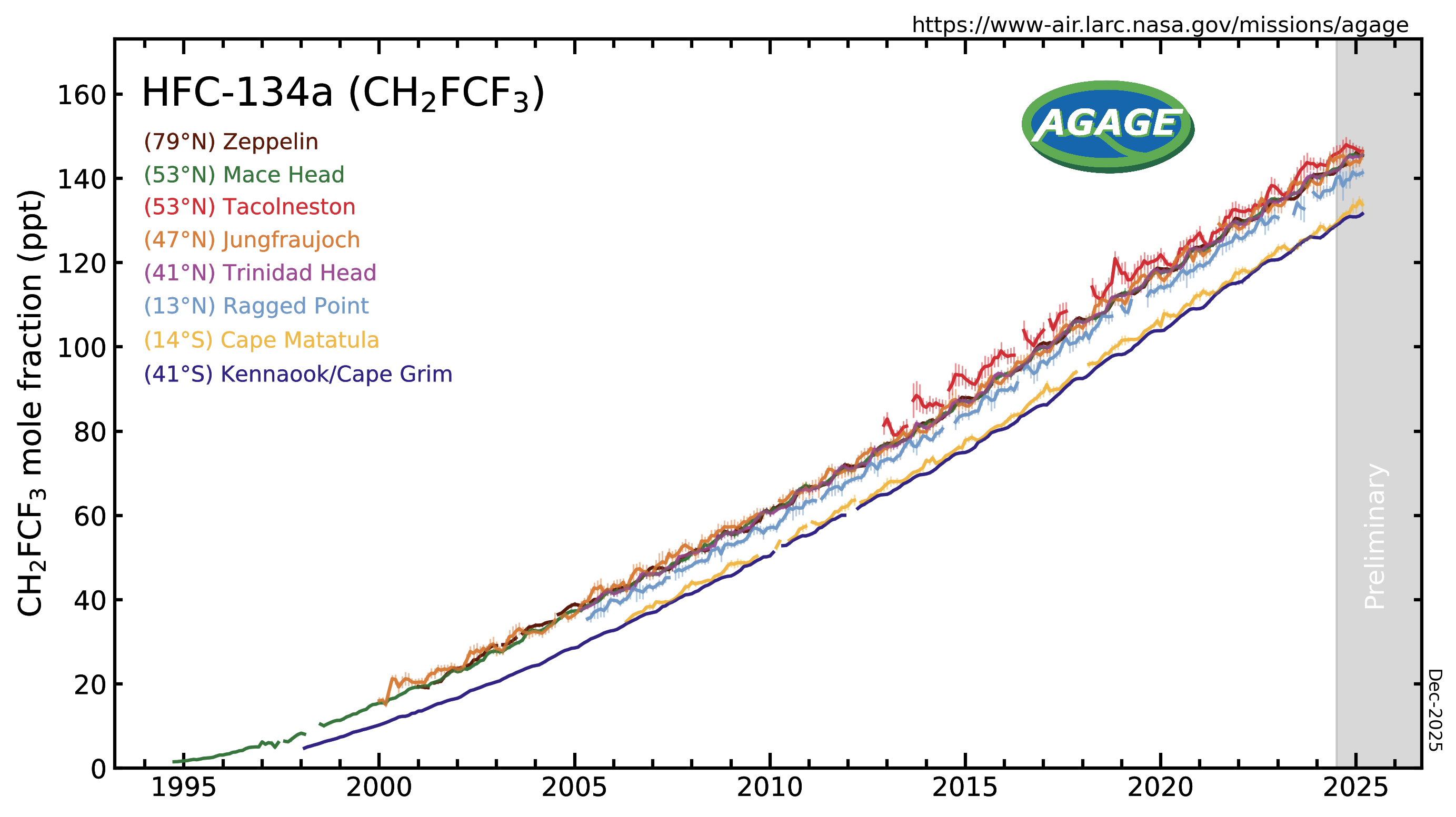
A concentração de HFCs na atmosfera em estações meteorológicas em todo o mundo

Muitos produtos industriais, incluindo fluidos refrigerantes e outros serviços de resfriamento, usam HFCs.
Originalmente, os clorofluorcarbonetos (CFCs) eram usados nestas aplicações, mas o efeito deletério desses gases na camada de ozônio foi revelado em 1974 por Paul J. Crutzen, Mario Molina e F. Sherwood Rowland. O Protocolo de Montreal foi assinado em 1987 pelos 20 maiores produtores de CFC e entrou em vigor em 1989; desde 1987, todos os 197 estados membros das Nações Unidas, entre outros países, ratificaram o Protocolo. Desde então, os HFCs substituíram amplamente os CFCs.

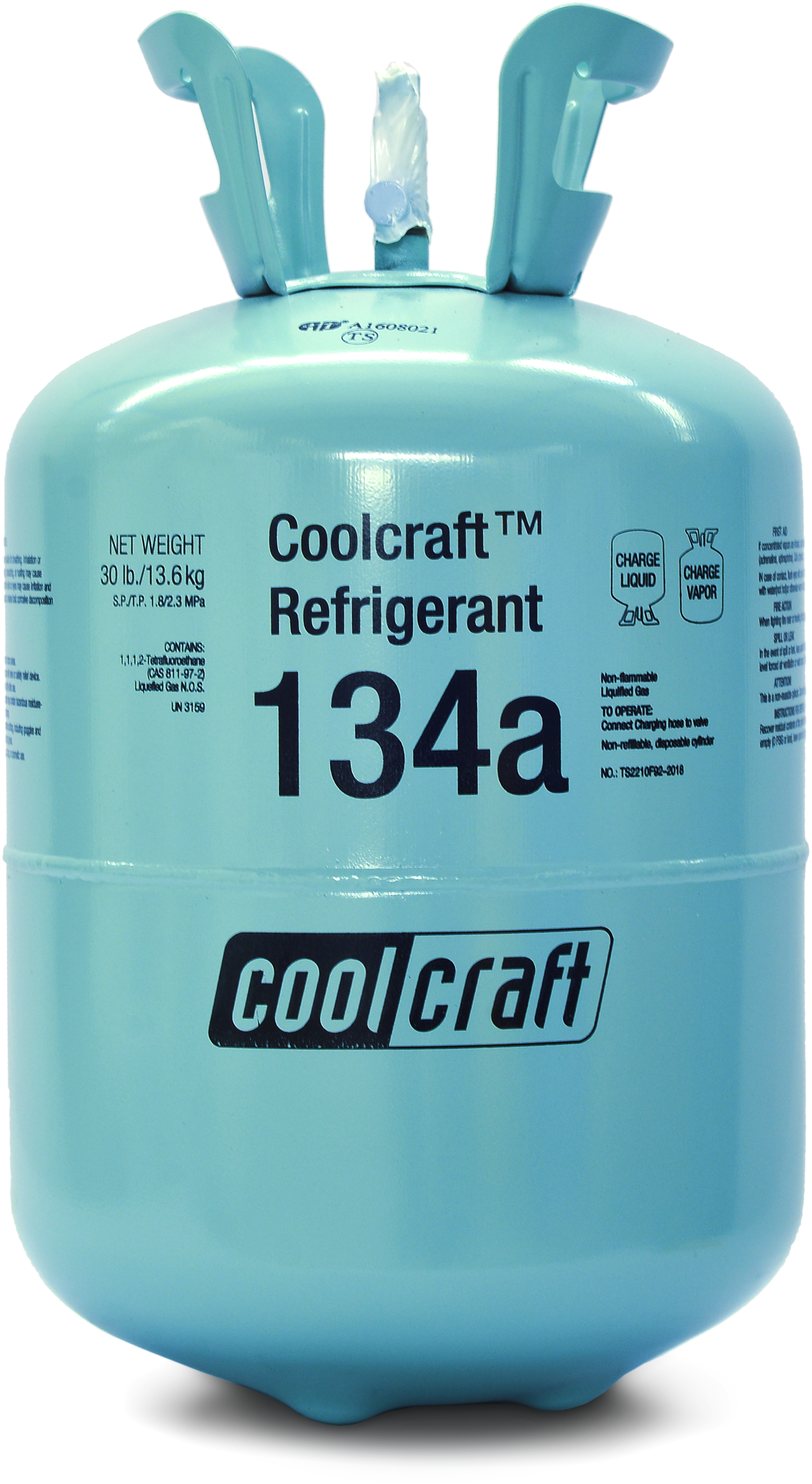
Um refrigerante HFC

Embora os HFCs sejam inofensivos para a camada de ozônio, eles são gases de efeito estufa potentes. Embora sua vida útil na atmosfera seja curta (10 a 20 anos) em relação ao dióxido de carbono (CO2), os HFCs filtram as ondas infravermelhas com muito mais intensidade. Portanto, os HFCs retêm milhares de vezes mais calor do que o CO2, com um potencial de aquecimento global (GWP) de 100 anos entre 12 na extremidade baixa e 14 800 na extremidade alta. Para efeito de comparação, o GWP do dióxido de carbono é 1. A eliminação das emissões desses gases poderia reduzir significativamente os efeitos do aquecimento global e evitar um aquecimento total de 0,5 grau Celsius acima dos níveis pré-industriais até o final do século.

## Detalhes da emenda
O Artigo 5 do Protocolo de Montreal criou padrões separados para países em desenvolvimento e não em desenvolvimento. A classificação de um país como em desenvolvimento ou não em desenvolvimento dependia das condições econômicas individuais no momento do acordo, ou da solicitação especial pendente. Como o Protocolo foi criado na década de 1980 e as situações econômicas dos países mudaram, a Emenda de Quigali criou três grupos atualizados para a conformidade com os termos adicionais.
O primeiro grupo, que inclui os “antigos” países industrializados, tem o compromisso de reduzir o uso de HFCs em 45% até 2024 e em 85% até 2036, em comparação com o uso entre 2011 e 2013. Um segundo grupo, que inclui a China e o Brasil, tem o compromisso de reduzir seu consumo em 80% até 2045. Por fim, esse prazo é estendido até 2047 para o restante dos países, incluindo a Índia e vários países do Oriente Médio, que são grandes consumidores de ar-condicionado.
Além disso, as partes que registram temperaturas médias mensais acima de 35 °C durante pelo menos dois meses por ano, em um período de 10 anos consecutivos, podem solicitar uma isenção. Embora a Dinamarca tenha aprovado a emenda, a Groenlândia está excluída.

## Partes
| País                     | Data                    | Tipo de acordo |
| ------------------------ | ----------------------- | -------------- |
| Albânia                  | 18 de janeiro de 2019   | Ratificação    |
| Andorra                  | 23 de janeiro de 2019   | Aceite         |
| Angola                   | 16 de novembro de 2020  | Ratificação    |
| Argentina                | 22 de novemebro 2019    | Ratificação    |
| Armênia                  | 2 de maio de 2019       | Aceite         |
| Austrália                | 27 de outubro de 2017   | Aceite         |
| Áustria                  | 27 de setembro de 2018  | Ratificação    |
| Bahamas                  | 30 de maio de 2023      | Ratificação    |
| Barém                    | 1 de julho de 2024      | Ratificação    |
| Bangladexe               | 8 de junho de 2020      | Ratificação    |
| Barbados                 | 19 de abril de 2018     | Ratificação    |
| Bielorrússia             | 3 de novembro de 2022   | Ratificação    |
| Bélgica                  | 4 de junho de 2018      | Ratificação    |
| Belize                   | 3 de outubro de 2023    | Aprovação      |
| Benim                    | 19 de março de 2018     | Ratificação    |
| Butão                    | 27 de setembro de 2019  | Ratificação    |
| Bolívia                  | 9 de outubro de 2020    | Ratificação    |
| Bósnia e Herzegovina     | 26 de maio de 2021      | Ratificação    |
| Botsuana                 | 19 de setembro de 2020  | Aceite         |
| Brasil                   | 19 de outubro de 2022   | Aceite         |
| Bulgária                 | 1 de maio de 2018       | Ratificação    |
| Burquina Fasso           | 26 de julho de 2018     | Ratificação    |
| Burundi                  | 26 de março de 2021     | Ratificação    |
| Camboja                  | 8 de abril de 2021      | Aceite         |
| Camarões                 | 24 de agosto de 2021    | Ratificação    |
| Canadá                   | 3 de novembro de 2017   | Ratificação    |
| Cabo Verde               | 28 de outubro de 2020   | Ratificação    |
| Chade                    | 26 de março de 2019     | Ratificação    |
| Chile                    | 19 de setembro de 2017  | Ratificação    |
| China                    | 17 de junho de 2021     | Aceite         |
| Colômbia                 | 25 de fevereiro de 2021 | Ratificação    |
| Comores                  | 16 de novembro de 2017  | Ratificação    |
| República do Congo       | 16 de junho de 2022     | Ratificação    |
| Ilhas Cook               | 22 de agosto de 2019    | Aceite         |
| Costa Rica               | 23 de maio de 2018      | Ratificação    |
| Croácia                  | 6 de dezembro de 2018   | Ratificação    |
| Cuba                     | 20 de junho de 2019     | Ratificação    |
| Chipre                   | 22 de julho de 2019     | Ratificação    |
| República Tcheca         | 27 de setembro de 2018  | Aceite         |
| Dinamarca                | 6 de dezembro de 2018   | Aprovação      |
| Djibuti                  | 8 de março de 2024      | Ratificação    |
| República Dominicana     | 14 de abril de 2021     | Aceite         |
| Equador                  | 22 de janeira de 2018   | Ratificação    |
| Egito                    | 22 de agosto de 2023    | Ratificação    |
| El Salvador              | 13 de setembro de 2021  | Aceite         |
| Eritreia                 | 7 de fevereiro de 2023  | Ratificação    |
| Estônia                  | 27 de setembro de 2018  | Ratificação    |
| Essuatíni                | 24 de novembro de 2020  | Aceite         |
| Etiópia                  | 5 de julho de 2019      | Ratificação    |
| União Europeia           | 27 de setembro de 2018  | Aprovação      |
| Fiji                     | 16 de junho de 2020     | Ratificação    |
| Finlândia                | 14 de novembro de 2017  | Aceite         |
| França                   | 29 de março de 2018     | Aprovação      |
| Gabão                    | 28 de fevereiro 2018    | Aceite         |
| Gâmbia                   | 5 de maio de 2021       | Ratificação    |
| Geórgia                  | 11 de julho de 2023     | Aceite         |
| Alemanha                 | 14 de novembro de 2017  | Aceite         |
| Gana                     | 2 de agosto de 2019     | Ratificação    |
| Gana                     | 5 de outubro de 2018    | Ratificação    |
| Granada                  | 29 de maio de 2018      | Ratificação    |
| Guatemala                | 11 de janeiro de 2024   | Ratificação    |
| Guiné                    | 5 de dezembro de 2019   | Ratificação    |
| Guiné-Bissau             | 22 de outubro de 2018   | Ratificação    |
| Santa Sé                 | 17 de junho de 2020     | Ratificação    |
| Honduras                 | 28 de janeiro de 2019   | Ratificação    |
| Hungria                  | 14 de setembro de 2018  | Aprovação      |
| Islândia                 | 25 de janeiro de 2021   | Aceite         |
| Índia                    | 27 de setembro de 2021  | Ratificação    |
| Indonésia                | 14 de dezembro de 2022  | Ratificação    |
| Irlanda                  | 12 de março de 2018     | Ratificação    |
| Itália                   | 25 de maio de 2022      | Ratificação    |
| Costa do Marfim          | 29 de novembro de 2017  | Aceite         |
| Japão                    | 18 de dezembro de 2018  | Aceite         |
| Jordânia                 | 16 de outubro de 2019   | Ratificação    |
| Quênia                   | 22 de setembro de 2023  | Aceite         |
| Quiribati                | 26 de outubro de 2018   | Ratificação    |
| Kuwait                   | 4 de novembro de 2024   | Aprovação      |
| Quirguistão              | 8 de setembro de 2020   | Ratificação    |
| Laos                     | 16 de novembro de 2017  | Aceite         |
| Letônia                  | 17 de agosto de 2018    | Ratificação    |
| Líbano                   | 5 de fevereiro de 2020  | Ratificação    |
| Lesoto                   | 7 de outubro de 2019    | Ratificação    |
| Libéria                  | 12 de julho de 2020     | Ratificação    |
| Listenstaine             | 16 de setembro de 2020  | Ratificação    |
| Lituânia                 | 24 de julho de 2018     | Ratificação    |
| Luxemburgo               | 16 de novembro de 2017  | Ratificação    |
| Maláui                   | 21 de novembro de 2017  | Ratificação    |
| Malásia                  | 21 de outubro de 2020   | Ratificação    |
| Maldivas                 | 13 de novembro de 2017  | Ratificação    |
| Mali                     | 31 de março de 2017     | Aceite         |
| Ilhas Marshall           | 15 de maio de 2017      | Ratificação    |
| Maurício                 | 1 de outubro de 2019    | Ratificação    |
| México                   | 25 de setembro de 2018  | Aceite         |
| Micronésia               | 12 de maio de 2017      | Ratificação    |
| Moldávia                 | 22 de setembro de 2023  | Aceite         |
| Mongólia                 | 27 de julho de 2022     | Ratificação    |
| Montenegro               | 23 de abril de 2019     | Ratificação    |
| Marrocos                 | 22 de abril de 2022     | Ratificação    |
| Moçambique               | 16 de janeiro de 2020   | Ratificação    |
| Namíbia                  | 16 de maio de 2019      | Aceite         |
| Nauru                    | 3 de novembro de 2022   | Ratificação    |
| Países Baixos            | 8 de fevereiro de 2018  | Aceite         |
| Nova Zelândia            | 3 de outubro de 2019    | Ratificação    |
| Nicarágua                | 30 de setembro de 2020  | Ratificação    |
| Níger                    | 29 de agosto de 2018    | Ratificação    |
| Nigéria                  | 20 de dezembro de 2018  | Ratificação    |
| Niue                     | 24 de abril de 2018     | Ratificação    |
| Coreia do Norte          | 21 de setembro de 2017  | Ratificação    |
| Macedónia do Norte       | 12 de março de 2020     | Ratificação    |
| Noruega                  | 6 e setembro de 2017    | Ratificação    |
| Omã                      | 8 de novembro de 2024   | Ratificação    |
| Palau                    | 29 de agosto de 2017    | Ratificação    |
| Panamá                   | 28 de setembro de 2018  | Ratificação    |
| Papua-Nova Guiné         | 12 de novembro de 2024  | Ratificação    |
| Paraguai                 | 1 de novembro de 2018   | Aceite         |
| Peru                     | 7 de agosto de 2019     | Ratificação    |
| Filipinas                | 3 de novembro de 2022   | Ratificação    |
| Polônia                  | 7 de janeiro de 2019    | Ratificação    |
| Portugal                 | 17 de julho de 2018     | Aprovação      |
| Romênia                  | 1 de julho de 2020      | Aceite         |
| Rússia                   | 3 de outubro de 2020    | Aceite         |
| Ruanda                   | 23 de maio de 2017      | Ratificação    |
| Samoa                    | 23 de março de 2018     | Ratificação    |
| San Marino               | 20 de outubro de 2020   | Aceite         |
| São Tomé e Príncipe      | 4 de outubro de 2019    | Ratificação    |
| Senegal                  | 31 de agosto de 2018    | Ratificação    |
| Sérvia                   | 8 de outubro de 2021    | Ratificação    |
| Seicheles                | 20 de agosto de 2019    | Aceite         |
| Serra Leoa               | 15 de junho de 2020     | Ratificação    |
| Singapura                | 1 de junho de 2022      | Ratificação    |
| Eslováquia               | 16 de novembro de 2017  | Ratificação    |
| Eslovénia                | 7 de dezembro de 2018   | Ratificação    |
| Ilhas Salomão            | 23 de maio de 2022      | Ratificação    |
| Somália                  | 27 de novembro de 2019  | Ratificação    |
| África do Sul            | 1 de agosto de 2019     | Ratificação    |
| Coreia do Sul            | 19 de janeiro de 2023   | Ratificação    |
| Espanha                  | 20 de janeiro de 2022   | Ratificação    |
| Seri Lanca               | 28 de setembro de 2018  | Ratificação    |
| Santa Lúcia              | 2 de novembro de 2021   | Ratificação    |
| São Vicente e Granadinas | 7 de novembro de 2022   | Ratificação    |
| Suécia                   | 17 de novembro de 2017  | Ratificação    |
| Suíça                    | 7 de novembro de 2018   | Ratificação    |
| Síria                    | 5 de abril de 2021      | Ratificação    |
| Tajiquistão              | 29 de junho de 2022     | Ratificação    |
| Tanzânia                 | 25 de março de 2022     | Ratificação    |
| Tailândia                | 3 de abril de 2024      | Ratificação    |
| Togo                     | 8 de março de 2018      | Aceite         |
| Tonga                    | 17 de setembro de 2018  | Ratificação    |
| Trinidad e Tobago        | 17 de novembro de 2017  | Ratificação    |
| Tunísia                  | 27 de agosto de 2021    | Ratificação    |
| Turquia                  | 10 de novembro de 2021  | Ratificação    |
| Turcomenistão            | 31 de agosto de 2020    | Ratificação    |
| Tuvalu                   | 21 de setembro de 2017  | Ratificação    |
| Uganda                   | 21 de junho de 2018     | Ratificação    |
| Emirados Árabes Unidos   | 19 de abril de 2024     | Aceite         |
| Reino Unido              | 14 de novembro de 2017  | Ratificação    |
| Estados Unidos           | 31 de outubro de 2022   | Ratificação    |
| Uruguai                  | 12 de setembro de 2018  | Ratificação    |
| Vanuatu                  | 20 de abril de 2018     | Ratificação    |
| Venezuela                | 5 de dezembro de 2022   | Ratificação    |
| Vietnã                   | 27 de setembro de 2019  | Aprovação      |
| Zâmbia                   | 15 de março de 2021     | Ratificação    |
| Zimbábue                 | 18 de outubro de 2022   | Aceite         |